# Trompetkalkkokerworm
De trompetkalkkokerworm (Ficopomatus enigmaticus) is een borstelworm uit de familie Serpulidae. Het lichaam van de worm bestaat uit een kop, een cilindrisch, gesegmenteerd lichaam en een staartstukje. De kop bestaat uit een prostomium (gedeelte voor de mondopening) en een peristomium (gedeelte rond de mond) en draagt gepaarde aanhangsels (palpen, antennen en cirri).
Ficopomatus enigmaticus werd in 1923 voor het eerst wetenschappelijk beschreven door Pierre Fauvel.

## Beschrijving
De trompetkalkkokerworm is een kokerbouwende borstelworm met een invasieve wereldwijde verspreiding in gematigde en subtropische klimaten. Hoewel ze een breed scala aan zoutgehaltes kunnen verdragen komen trompetkalkkokerworm het meest voor in brakwater. Net als andere kalkkokerwormen, scheidt de trompetkalkkokerworm een kalkhoudende buis af die riffen kunnen vormen van vier meter in diameter en tot 20-30 cm hoog.

## Verspreiding
Deze soort werd voor het eerst beschreven vanuit Caen in 1921; het oorspronkelijke verspreidingsgebied is echter momenteel onbekend. Geïntroduceerde populaties zijn gemeld uit Hawaï, Californië, de oost- en Golfkust van de Verenigde Staten, de Oostzee, de Middellandse Zee, de Kaspische Zee, Afrika, Zuid-Amerika, Nieuw-Zeeland, Japan en Taiwan. De soort kan gevonden worden op harde oppervlakken zoals rotsen, schelpen, koralen, palen en scheepsrompen. Het kan habitatveranderingen veroorzaken door grote rifachtige kolonies te vormen op voorheen kale sedimenten en kan vervuilingsproblemen veroorzaken op boten, palen en pontons.